# Карпатський національний природний парк
Карпа́тський націона́льний приро́дний парк — національний парк в Україні, на території Івано-Франківської області. Створений для збереження унікальних лісових екосистем Центральної Європи. 
Карпатський національний природний парк — перший і один з найбільших в Україні національних природних парків. Він був створений постановою Ради Міністрів УРСР від 3 червня 1980 р. № 376. Ще в 1921 році у межах його нинішньої території на площі 447 га було створено резерват для охорони Чорногірських пралісів. Частина нинішньої території парку з 1968 по 1980 рік була у складі Карпатського біосферного заповідника, від якого при створенні парку були відокремлені Говерлянське і Високогірне лісництва. 
В національному природному парку працюють 234 особи, з них у науковому підрозділі — 18, у службі охорони — 130. 

## Розташування

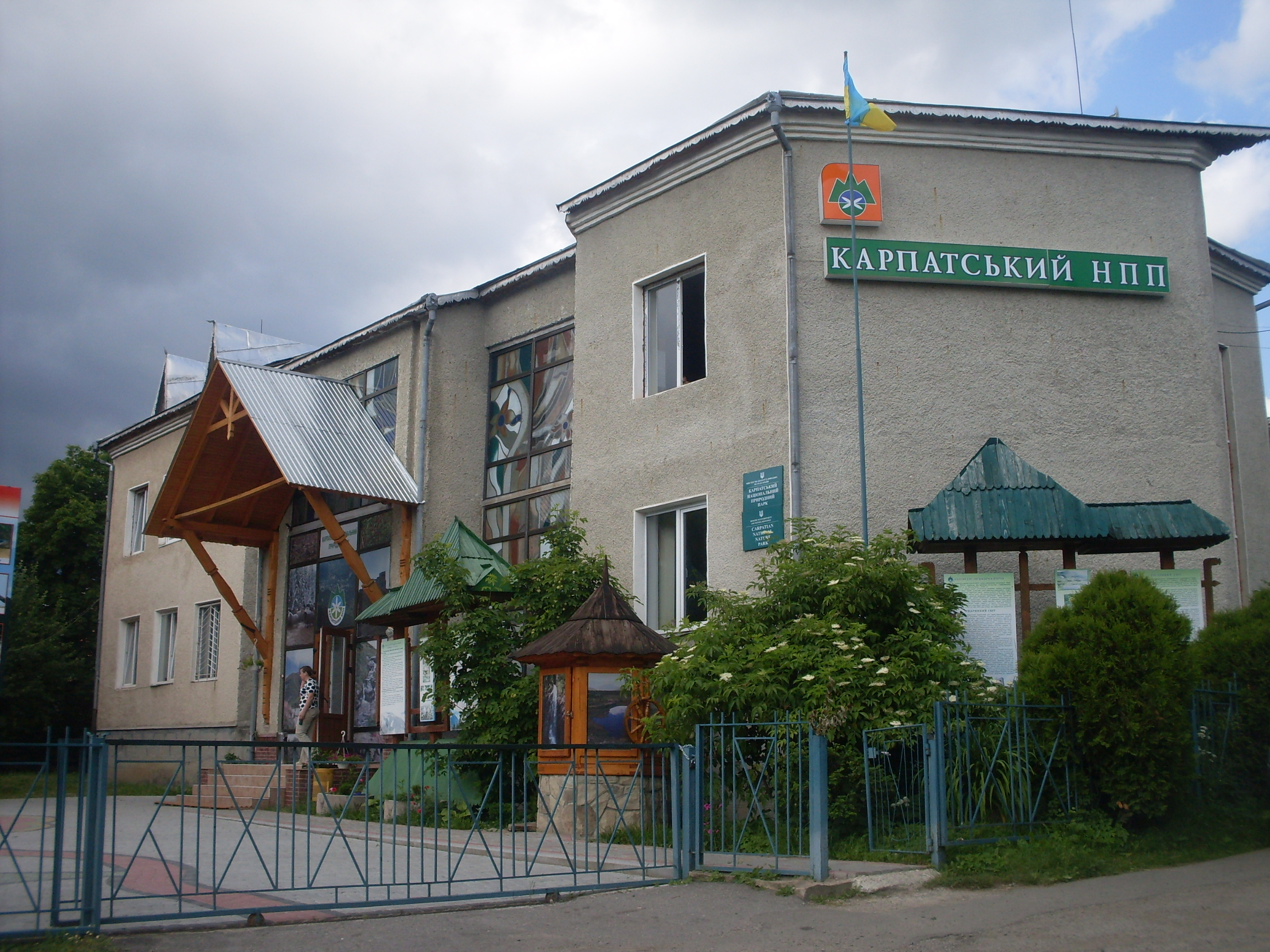
Адміністративна будівля парку, м. Яремче

Площа парку становить 50495,0 га, з них у постійному користуванні — 38322,0 га. Його територія простягається на 55 км з півночі на південь і на 20 км із заходу на схід. Переважна частина території парку розташована в межах абсолютних висот — 500—2000 м над р. м. Найвища точка України — вершина гори Говерла (2061 м над р. м.) — розташована в межах парку.

Логотип парку

Парк розташований у найвищому і найцікавішому в географічному відношенні секторі Чорногірського і Ґорґанського масивів. Основна частина його території охоплює верхів'ї річки Пруту і її приток, решта — в басейні Чорного Черемошу. 
В геоструктурному плані його територія входить до складу Чорногірської та Скибової зон Карпатської складчастої області, де на поверхню виходять товстошарові ямненські пісковики, чорні аргіліти, глинисто-пісковий фліш та інші геологічні відклади. Вона репрезентує райони середньогірських Скибових Ґорґан з характерними кам'янистими розсипами, Ясинсько-Верховинської міжгірної котловини з м'якими обрисами і плоскими вершинами гір та Чорногірського масиву з високими хребтами, що тягнуться з північного заходу на південний схід з характерними особливостями рельєфу: наявністю слідів давнього зледеніння — великих за розмірами давньольодовикових морен і карів, заповнених водою. 
Вершини гір округлі або куполоподібні, схили в нижніх частинах пологі, а у верхніх — круті. У межах парку виділяються бурі гірсько-лісові, гірсько-підзолисті, гірсько-лучні і дернові типи ґрунтів. Ландшафтне різноманіття представлене низькогірськими флешовими крутосхилими хребтами з бурими гірсько-лісовими та дерново-буроземними щебенюватими ґрунтами; середньогірськими і високими давньольодовиковими флешовими крутосхилими хребтами з полонинами, на яких переважають бурі гірсько-лісові щебенюваті та гірсько-торф'яно-буроземні ґрунти, гірські галечникові, гравійно-піщані та суглинисті заплави.

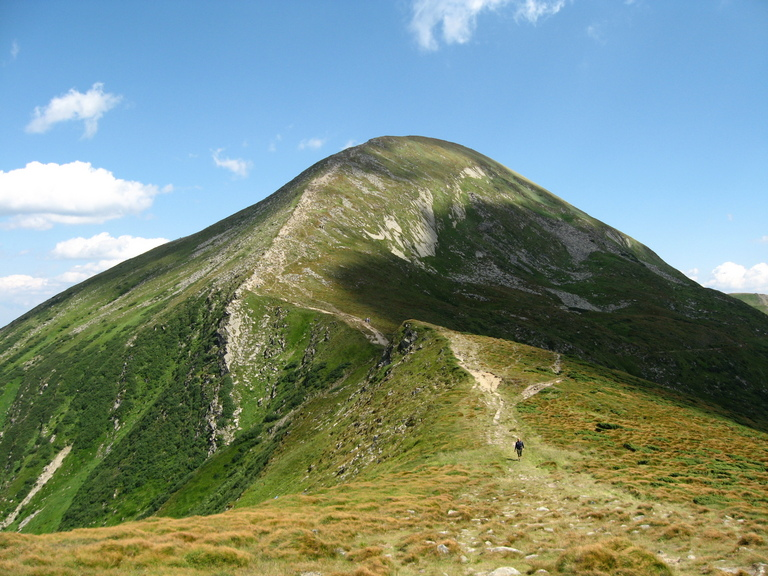
Говерла

Найважливішими об'єктами охорони парку є природні лісові, субальпійські та альпійські біогеоценози Чорногори, реліктові осередки кедрової, які збереглися на кам'янистих розсипах Чорногірського і Ґорґанського масивів, високогірні ландшафти з льодовиковими карами, валами і озерами льодовикового походження, цінні ботанічні, геолого-морфологічні пам'ятки. Найцінніші ділянки парку охоронялись і до оголошення його Державним природним національним парком. Проте на значній площі мали місце усілякі форми антропогенного впливу, внаслідок чого сталися суттєві трансформації в природній структурі рослинного покриву. На пологих схилах вирубувалось або випалювалось криволісся гірської сосни та зеленої вільхи, що призвело до зниження на 100–200 і більше метрів межі смерекових лісів на схилах гір Говерла, Брескул, Пожижевська, Маришевська. Знищення захисних лісонасаджень у високогір'ї стало причиною частішого сходження снігових лавин, розвитку ерозійних та зсувних процесів. Після встановлення на цих територіях заповідного режиму природне відновлення верхньої межі смерекових лісів сталося досить швидко. 
У високогірних ландшафтах парку і його захисній зоні збереглася найбільша кількість ендемічних та реліктових видів карпатської флори, включення цих ландшафтів в заповідну зону забезпечує надійне збереження та відновлення цінного генофонду. 
Карпатський національний природний парк був створений з метою збереження типових для Чорногори та Ґорґан гірських і долинно-річкових природних комплексів, цінних історичних, архітектурних та етнографічних пам'яток, для проведення наукових досліджень у галузі охорони довкілля, збереження рідкісних для Центральноєвропейської геоботанічної провінції природних екосистем, які мають особливе значення для збереження та відновлення генофонду рідкісних і зникаючих рослин, тварин; охорони гірських ландшафтів, як визначної пам'ятки даного регіону; забезпечення на базі екосистем вирішення актуальних для Карпат науково-природознавчих та природоохоронних завдань, створення умов для відпочинку й оздоровлення населення, пропаганди природоохоронних знань і екологічного виховання. 
На території парку організовані чотири функціональні зони: заповідна, захисно-рекреаційна, рекреаційна, рекреаційно-господарча. За функціональним зонуванням території заповідна зона становить 11401,4 га, зона регульованої рекреації — 25953,1 га, зона стаціонарної рекреації — 106,6 га, господарська зона 13033,9 га. 

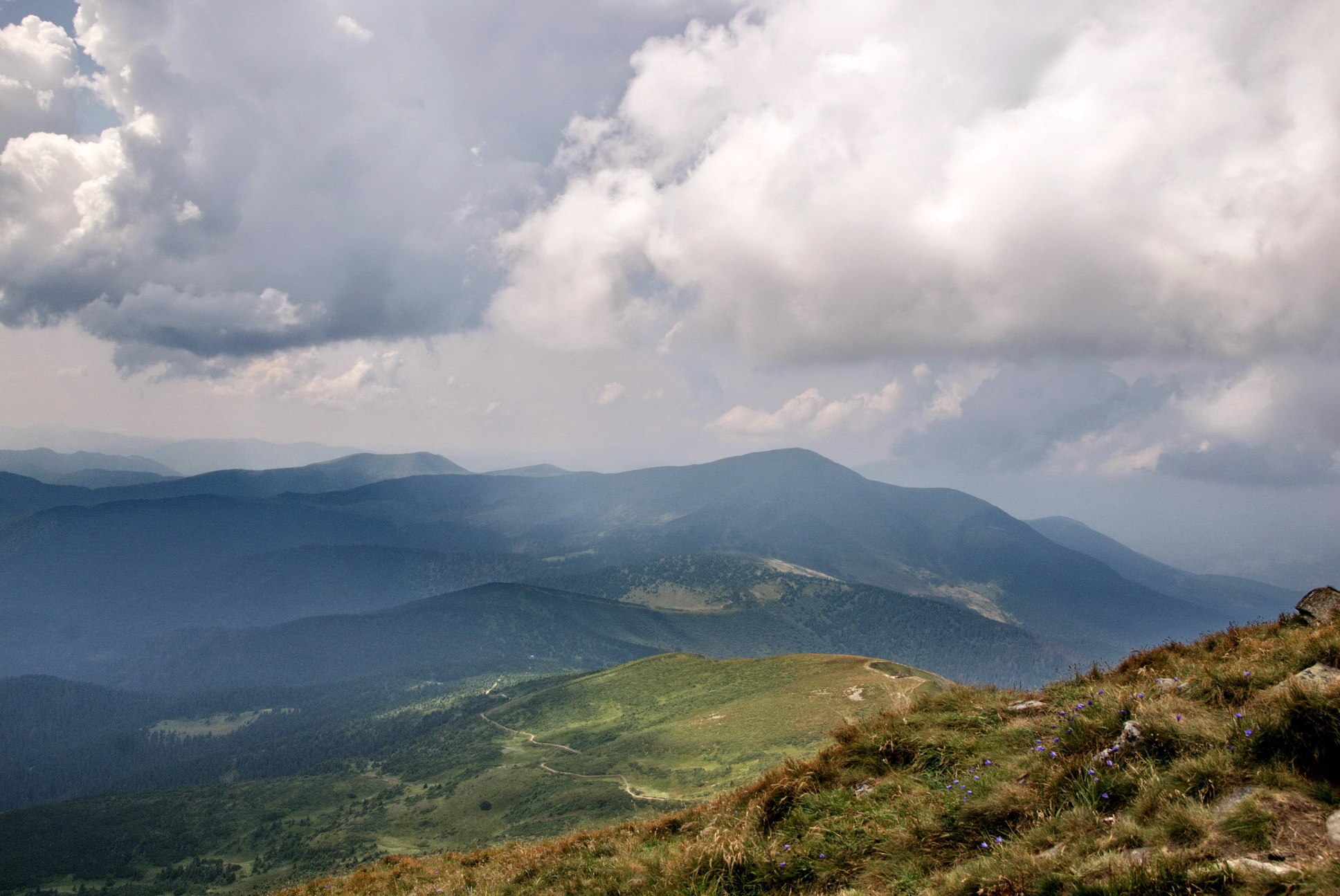
Вид з Говерли

До заповідної зони входять найцінніші пралісові, субальпійські та альпійські ділянки, на яких масово зростають ендемічні та реліктові види рослин, розташовані верхів'я приток Пруту і Чорного Черемошу, а також інші унікальні ділянки, які відіграють вирішальну роль у стабілізації гідрологічної обстановки регіону. 

## Клімат

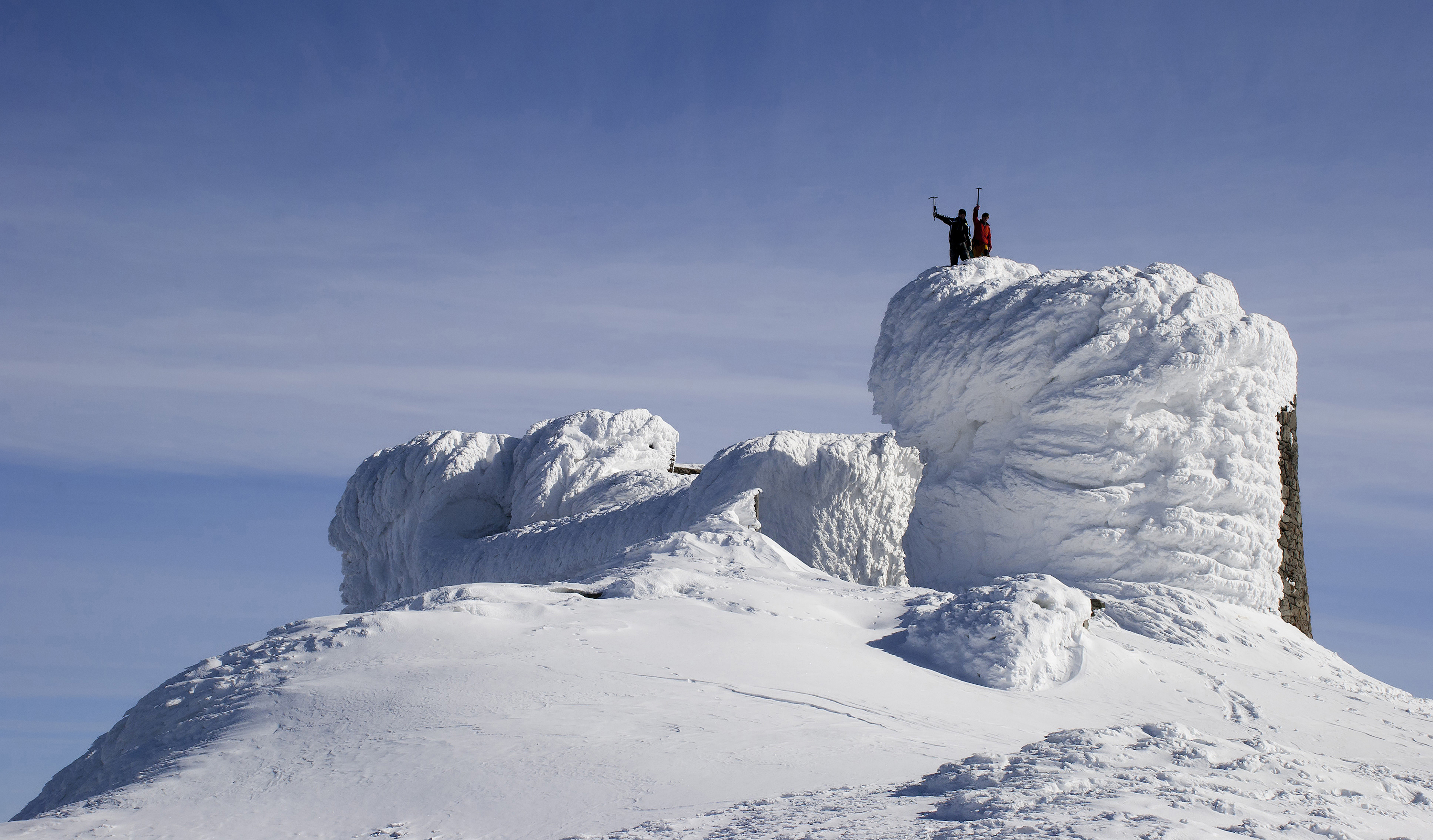
Колишня астрономічна і метеорологічна обсерваторія на вершині гори Піп Іван

Клімат характеризується як перехідний від помірно теплого західноєвропейського до континентального східноєвропейського. Середньорічна температура повітря становить +6 °C із зниженням у високогір'ї, річна кількість опадів збільшується з висотою від 800 до 1400 мм, снігу випадає до 50 см, а в окремі роки до 2 м.

## Водні ресурси
Головною водною артерією території парку є річка Прут. Вона бере початок біля підніжжя Говерли й протікає територією парку 50 км. Численні притоки Прута, такі як Прутець Чемигівський, Прутець Яблуневський, Женець, Жонка (з правими допливами Чепелів та Багровець), Чорногорчик, Піги, Кам'янка утворюють багато порогів та водоспадів: Дівочі Сльози, Женецький Гук, Капливець, Пробій, Нарінецький, Багровецький. Особливою красою відзначаються озера льодовикового походження — Марічейка (1 га) при підніжжі гори Шурин-Гропа та Несамовите (0,5 га) під горою Туркул. Загалом озера субальпійського поясу заболочуються внаслідок наростання сфагнових плавів від їхніх країв до середини, що становить неабиякий інтерес для вчених.

## Біота

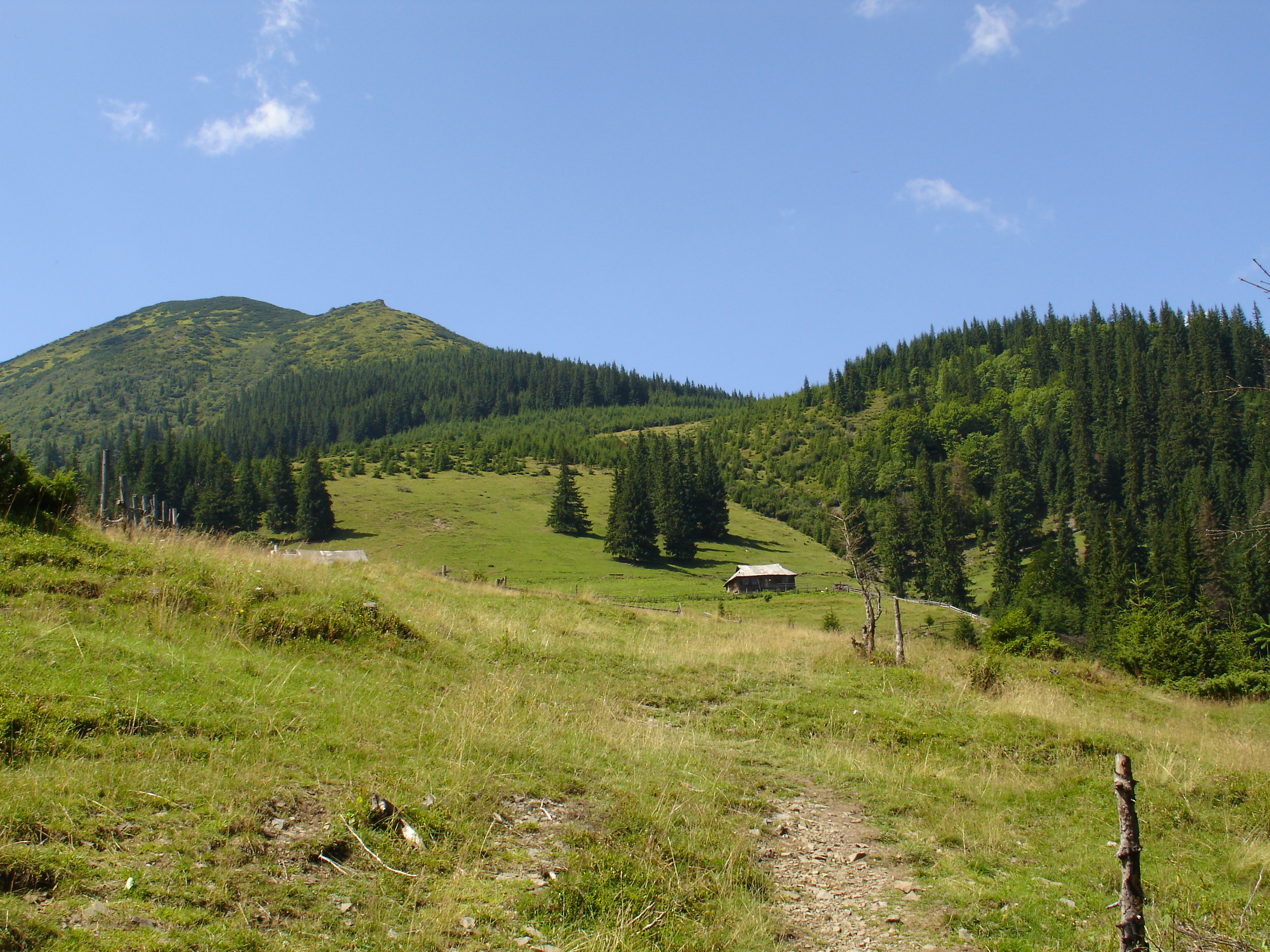
Біля села Дземброні (південна частина парку)

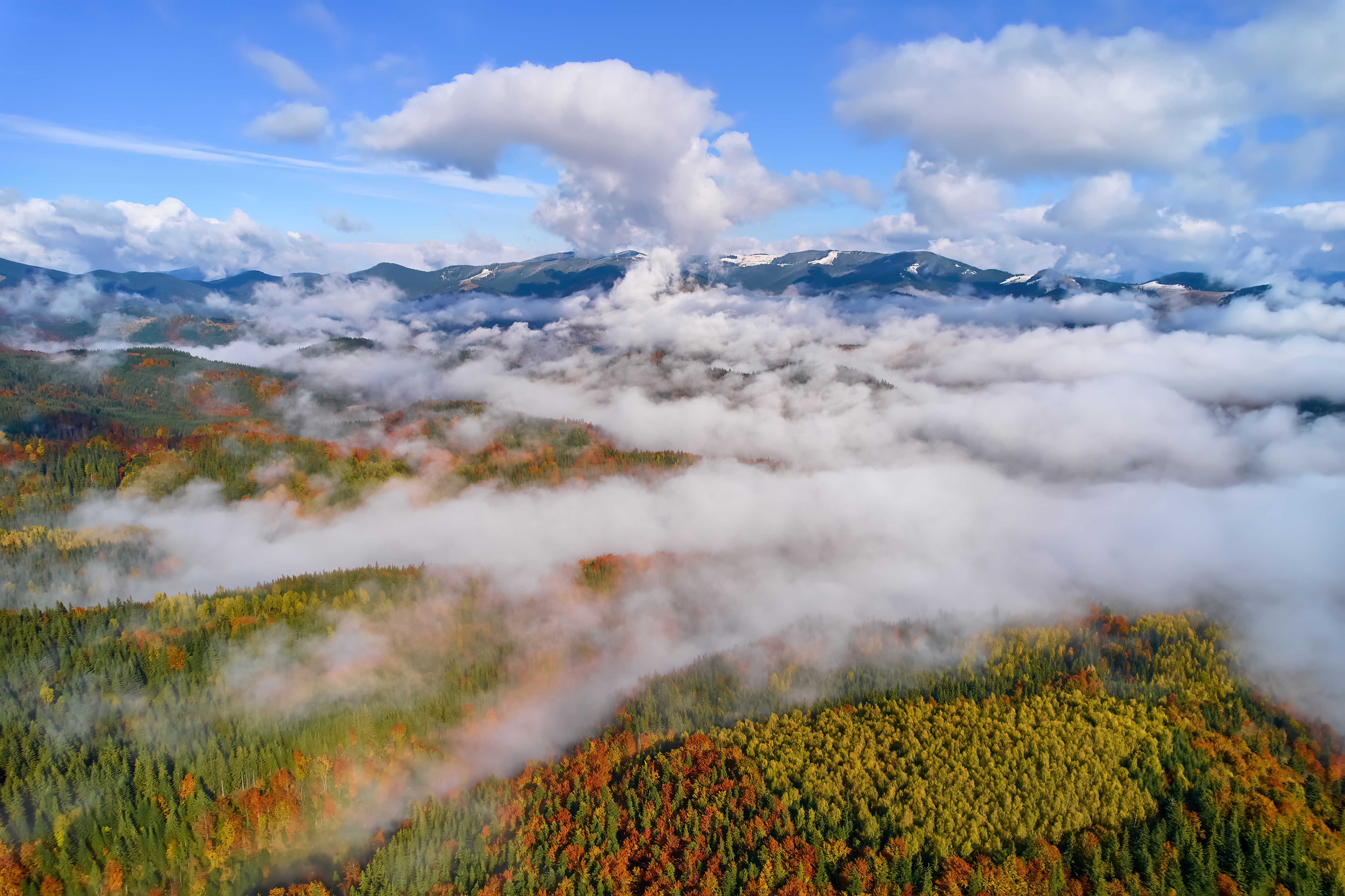

### Флора
У Карпатському національному парку охороняються всі типи фітоценотичних комплексів лісового (крім поясу дубових лісів), субальпійського та альпійського поясів, що є характерними для гірських систем Центральної Європи. Більша частина території вкрита буковими, смерековими, ялицевими, сіровільховими та мішаними лісами, зрідка трапляються клейковільхові, березові і соснові ліси. Найпоширенішими є буково-ялицево-смерекові та чисті смерекові ліси, в яких часто ростуть явір, ясен, в'яз гірський. Вище верхньої межі лісу сформувалося типове криволісся із сосни гірської, вільхи зеленої та ялівцю сибірського в комплексі з луками, чагарничковими угрупованнями, мозаїкою мохів та лишайників. 
На території парку зростає 1260 видів вищих спорових і судинних рослин, з яких 155 видів — мохоподібні. До Червоної книги України занесено 80 видів рослин: рододендрон східнокарпатський, арніка гірська, родіола рожева, сон білий, ліннея північна, баранець звичайний, плаун річковий, сосна кедрова європейська, журавлина дрібноплода, значна кількість видів зозулинцевих, що трапляються на післялісових луках і верхових болотах, та інші. Три види рослин занесено до Європейського червоного списку: борщівник карпатський, медунку Філярського та первоцвіт полонинський. У парку зареєстровано зростання 29 ендемічних видів рослин, серед яких 12 загальнокарпатських (вечірниця біла, грушанка карпатська, молочай карпатський тощо) та 13 південнокарпатських (аконіт низький, волошка карпатська, фіалка відхилена тощо) ендемів. Найбільше ендеміків і реліктів трапляється на Чорногорі. На території парку зберігаються також найбільші за площею в Українських Карпатах реліктові угруповання сосни звичайної, берези повислої та частково сосни кедрової, єдине місце зростання якої розташоване на Чорногорі, в урочищі Кедрувате. Загалом до Зеленої книги України занесено 32 рослинні угруповання: 3 лісові, 4 чагарникові, 12 лучних та 9 болотних.

### Фауна
Різноманіття ландшафтів території національного парку зумовлює і різноманіття тваринного світу. Його особливістю є велика частка комахоїдних, рукокрилих і гризунів, дещо менше тут хижаків та парнокопитних. 
Із дрібних ссавців поширені мідиці мала, звичайна та альпійська, мала та велика рясоніжки, хатня і жовтогорла миші, темна, Шермана і снігова полівки, з гризунів — вивірка лісова з чорно-коричневим аж до чорного забарвленням хутра, три види вовчків — вовчок сірий, соня лісова та вовчок ліщиновий, з парнокопитних — олень благородний, сарна європейська, свиня дика. Зрідка трапляються ведмідь бурий, рись, кіт лісовий. 
Різноманітною є орнітофауна парку. В його темнохвойних лісах навіть є представники тайгових птахів — снігур і горіхівка. У холодних гірських потоках водиться струмкова форель. Із земноводних в передгір'ях і горах трапляються гребінчастий, альпійський і карпатський тритони, гостроморда і трав'яна жаби, із плазунів — веретільниця, вуж звичайний, мідянка, гадюка звичайна, прудка і живородна ящірки. 
Загалом фауністичне різноманіття хордових парку представляють 56 видів ссавців, 114 — птахів, 11 — риб, 10 — земноводних, 7 — плазунів. До Червоної книги України занесено 44 види фауни, зокрема, карпатський та альпійський тритони, саламандра плямиста, мідянка, чорний лелека, беркут, польовий лунь, сапсан, глухар, дятел трипалий, борсук, видра, рись та ін., а до Європейського червоного переліку — 11 видів: вовк, бурий ведмідь, вухань бурий, вовчок ліщиновий, деркач, слимак виноградний та інші.

## Визначні природні об'єкти

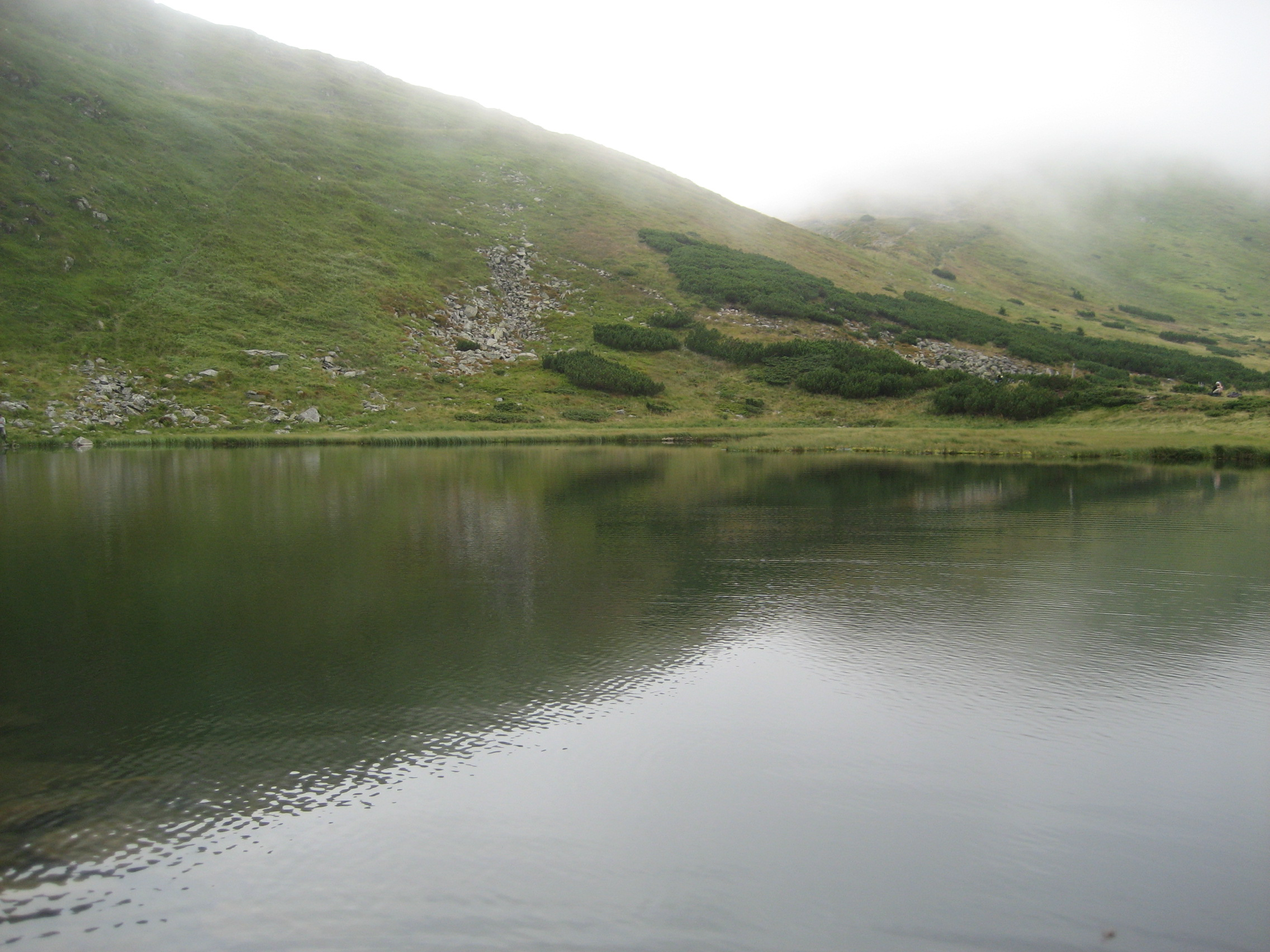
Озеро Несамовите

## Дослідницька робота
У зв'язку з тим, що раніше на значній території велось традиційне лісове господарство, тепер, враховуючи соціальні функції лісів, у парку здійснюються заходи з оптимізації їхнього громадсько-корисного значення. 
Значну роботу з вивчення рослинного світу парку провели робітники Підліснівського паркового лісництва, співробітники Інституту еклогії Карпат НАН України, який має свій стаціонар на полонині Пожижевській, Українського державного лісотехнічного університету.

## Рекреація
Особливий дар природи національного природного парку — це джерела з мінеральною водою двох типів: хлоридно-гідрокарбонатно-натрієвою та слабкомінералізованою гідрокарбонатно-натрієвою з підвищеним вмістом органічних речовин. З цими об'єктами тісно пов'язані рекреаційно-лікувальна та рекреаційно-туристська діяльність національного парку. 
Завдяки гарним кліматичним умовам, біогеографічній оригінальності, етнографічним пам'яткам, територія парку традиційно використовувалась для рекреаційних і туристичних цілей ще з початку XX століття. За останні десятиріччя на турбазах, в будинках відпочинку, дитячих таборах і санаторіях щороку відпочиває близько мільйона чоловік. 
У парку створено 48 туристичних маршрутів, діє мережа стаціонарних рекреаційних пунктів, влаштовано екологічні та науково-пізнавальні маршрути, добре розвинена інфраструктура сільського зеленого туризму, діє низка закладів стаціонарної рекреації (санаторії, лікувально-оздоровчі комплекси, оздоровчі табори та інше).

## Галерея

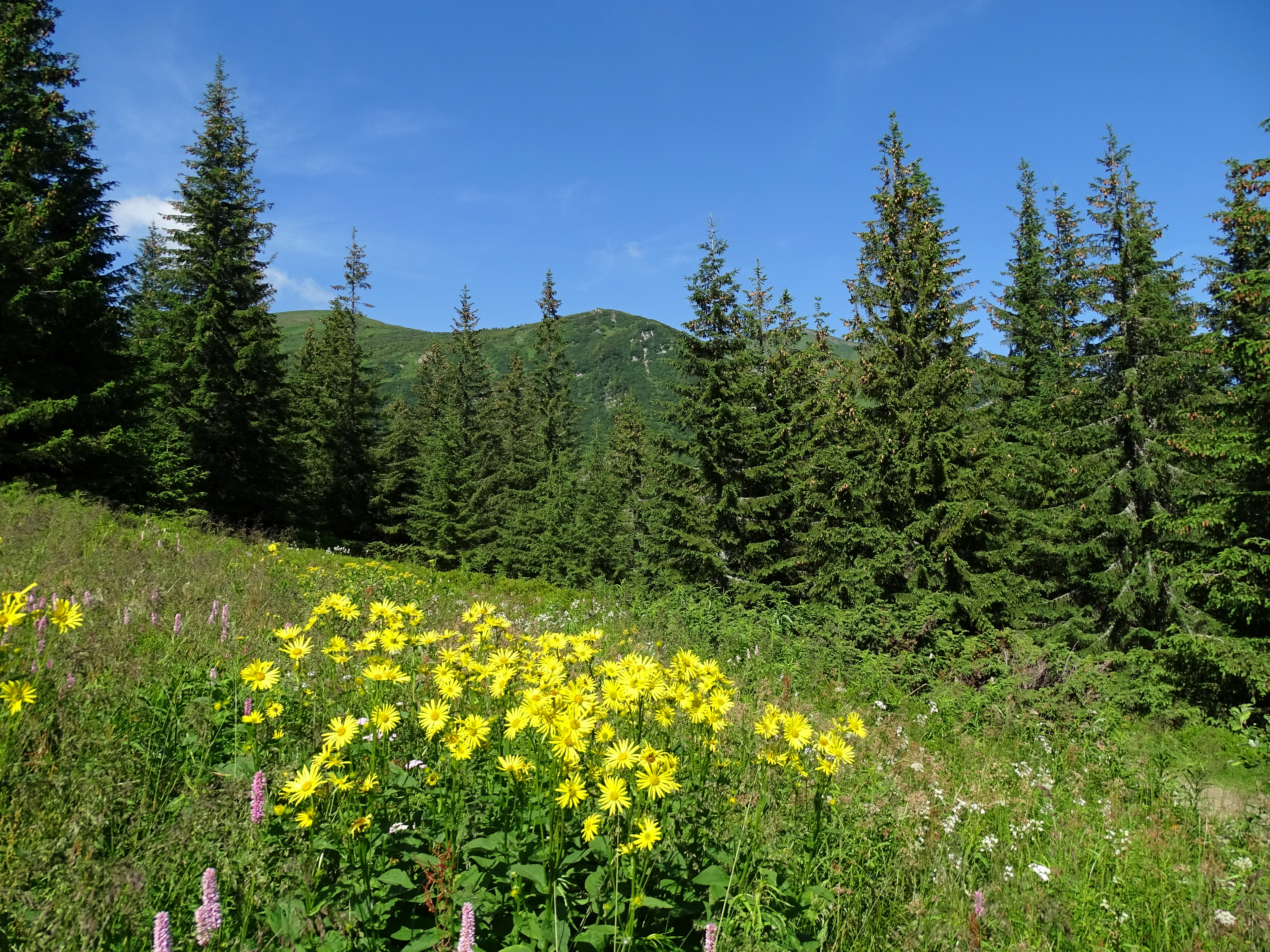
Чорногірський хребет
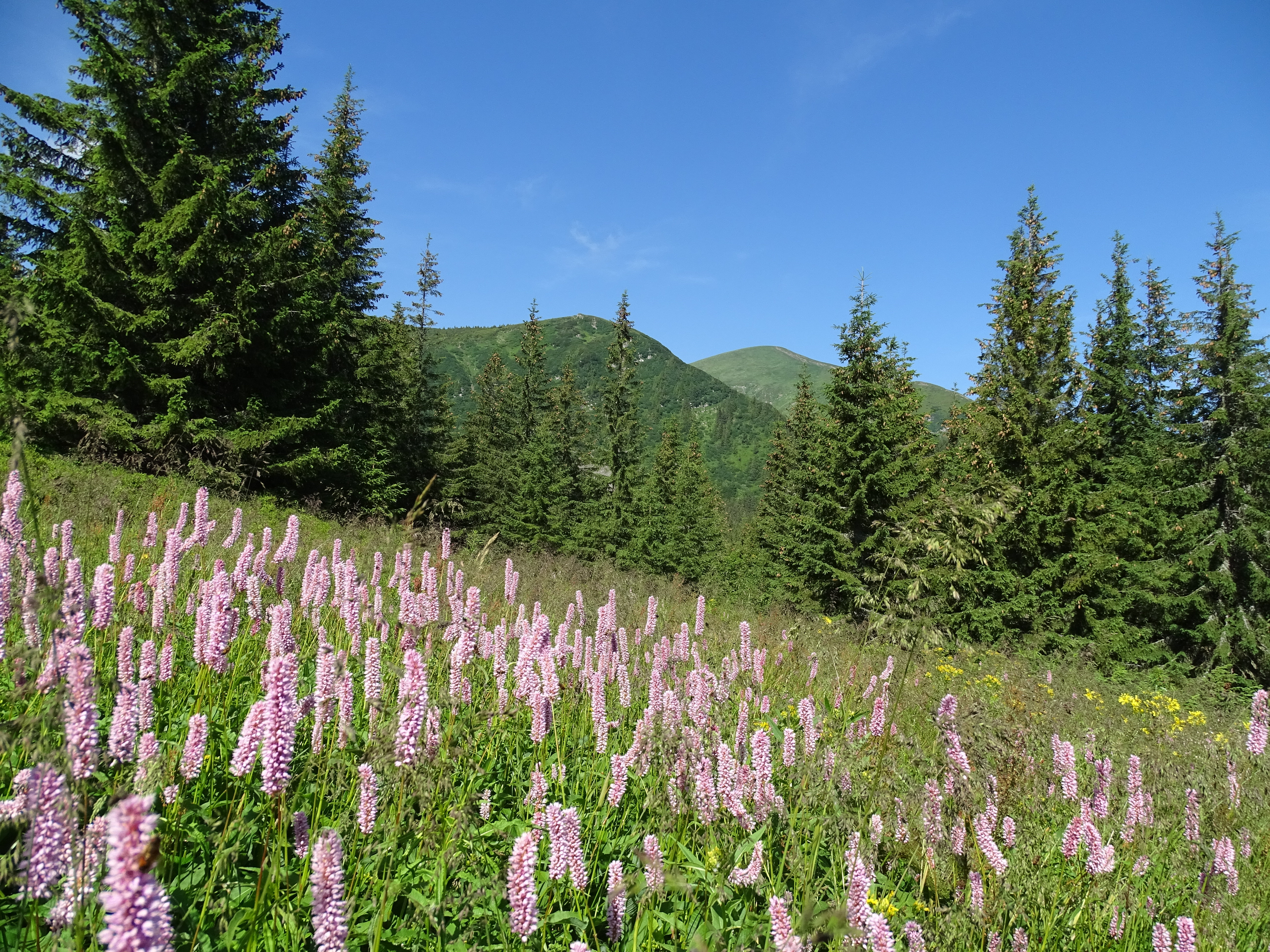
Чорногірський хребет
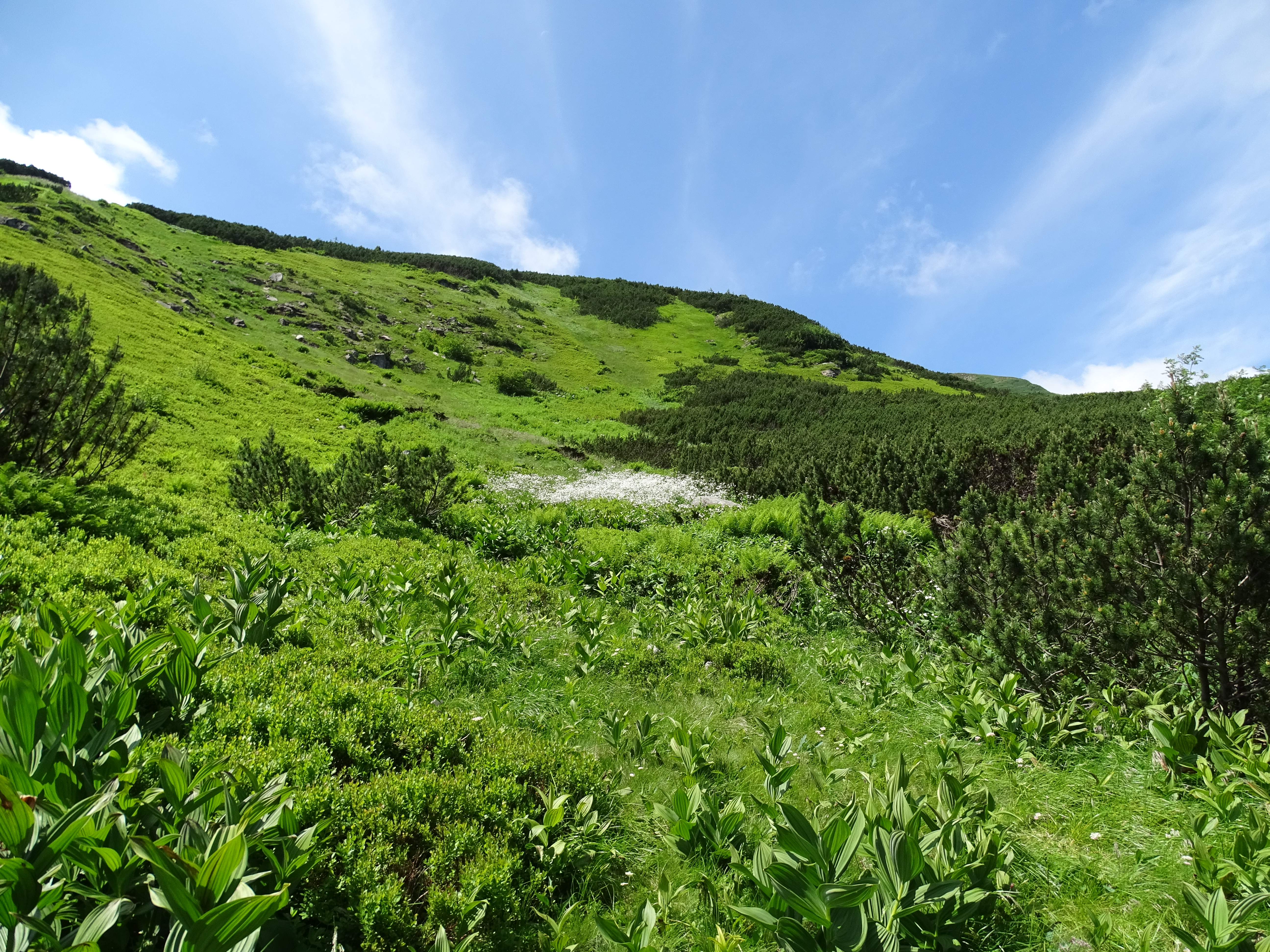
Чорногірський хребет
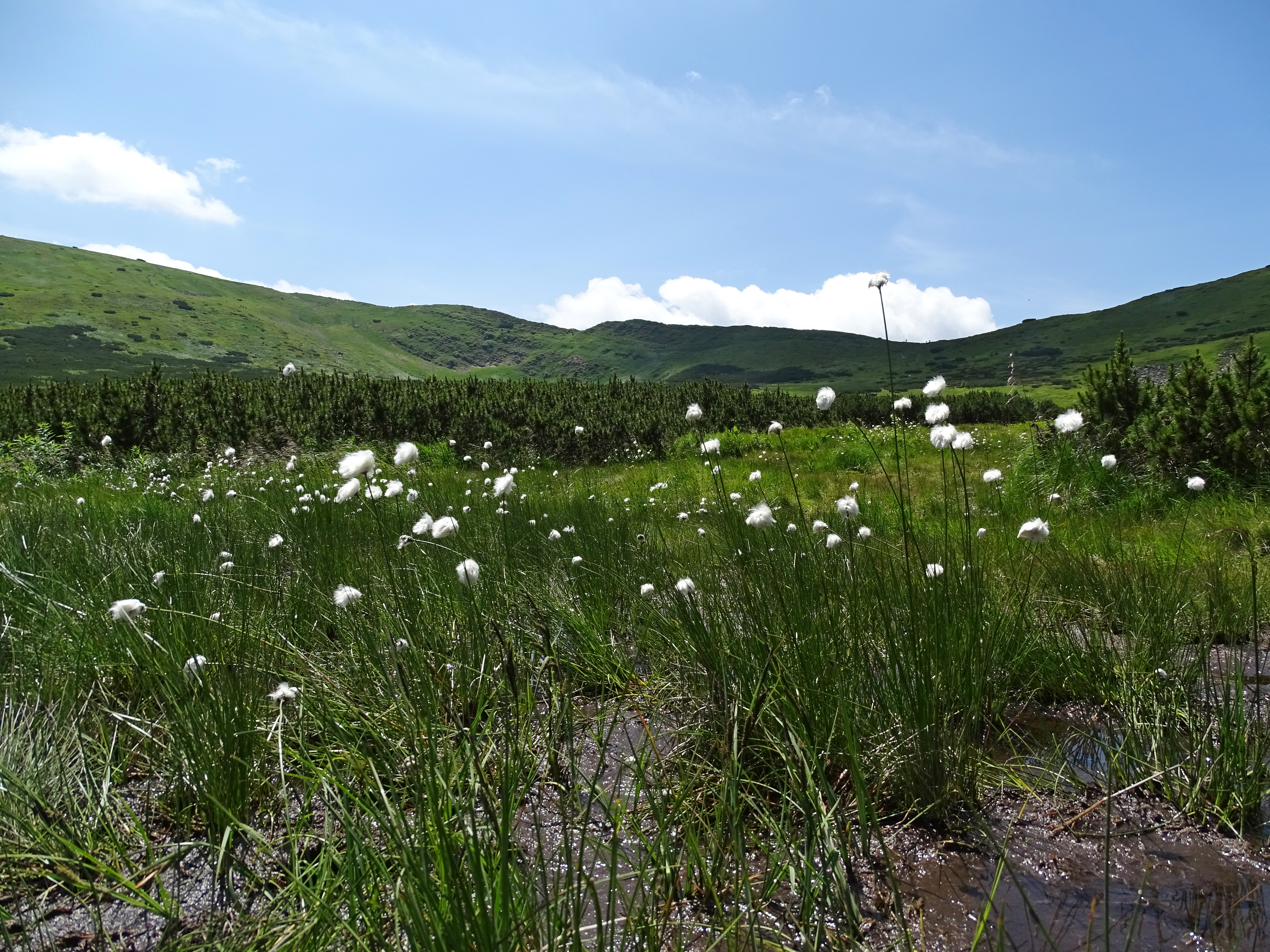
Біля озера Несамовите

## Ресурси Інтернету
- Карпатський національний природний парк. Офіційний сайт. [Архівовано 31 липня 2014 у Wayback Machine.]
- Портал «Українські Карпати» [Архівовано 7 травня 2021 у Wayback Machine.]
- флора та фауна Буковини [Архівовано 5 травня 2021 у Wayback Machine.]
- Всеукраїнський туристичний журнал «Карпати» [Архівовано 5 серпня 2009 у Wayback Machine.]
- Карпатський національний природний парк [Архівовано 26 листопада 2020 у Wayback Machine.]